# Tetrochetus proctocolus
Tetrochetus proctocolus är en plattmaskart. Tetrochetus proctocolus ingår i släktet Tetrochetus och familjen Accacoeliidae. Inga underarter finns listade i Catalogue of Life.